# Лоскутная
«Лоскутная» — одна из наиболее известных гостиниц Москвы второй половины XIX — начала XX веков.

## История

### XIX век
Предшественником московской гостиницы «Лоскутная» в доме № 5 по Тверской улице был «Лоскутный трактир» с известной на всю Москву биллиардной. Гостиница была открыта при трактире купцами Мамонтовыми в начале 1870-х годов. Угловой корпус в русском стиле — «из какого-то особенного красного кирпича с вставками из рисунчатых изразцов» — спроектирован зятем П. М. Третьякова, известным архитектором А. С. Каминским, много строившим в Китай-городе и по всей Москве. На фронтоне угла дома значилось: «1877 г.». По тогдашнему обыкновению, лестницы гостиницы были выполнены из каслинского литья.
Фасад «Лоскутной» делился на две части: правая сторона — новый корпус, красный; левая — оштукатуренная, выкрашенная в тёмно-серый цвет. Вдоль левой части тянулся чугунный, с такой же узорной решёткой на чугунных же колонках балкон, средняя часть которого над подъездом выступала вперёд и покрывала собой весь тротуар. Летом на балконе стояли четыре большие кадки с лавровыми деревьями (два конических и два с большими шарообразными кронами).
Согласно преданию, названием гостиница обязана историку Н. И. Костомарову — Мамонтовы хотели назвать её на европейский лад («Монополь», «Националь», «Селект» или тому подобным образом), но «якобы Костомаров уговорил их наименовать её „Лоскутной“, чтобы этим сохранить наименование той местности, где она находилась». С двух сторон от гостиницы находились Обжорный и Лоскутный переулки, получившие свои названия от лавок Охотного ряда, торговавших соответственно провизией и обрезками всевозможных мехов, старым и новым суконным лоскутом.
Гостиницу Мамонтовы обставили богато. В ней было 145 номеров в трёх этажах. В более дорогих номерах были дорогие обои. Мебель светлого ясеня работы лучшего мебельного фабриканта Москвы Шмидта покрыта тёмно-красным шерстяным трипом. Швейцарская, коридоры, ресторан (небольшой, во втором этаже гостиницы) и служебные помещения освещались газом.
Летом 1872 года гостиница принимала участников и гостей Политехнической выставки.
В 1880 году дом № 5 приобрёл купец 1 гильдии, почётный гражданин Максим Ефимович Попов. В помещении знаменитой биллиардной было открыто оптовое отделение суконной торговли. Старший из его сыновей, Александр Максимович, бывший «правой рукой» отца, заведовал «Лоскутной» и располагавшимся в том же доме суконным магазином — до своей кончины в 1894 году. После смерти М. Е. Попова в 1896-м гостиница перешла к его сыну Сергею Максимовичу, который передал её племянникам, основав «Товарищество „Лоскутной“ гостиницы наследников A. M. Попова».
В отличие от большинства гостиниц того времени, «Лоскутная» имела собственный телефон — вначале один на всю гостиницу: № 77-34. В конце 1890-х «Лоскутная» обзавелась своей подстанцией — телефонные аппараты появились во всех номерах, и постояльцы имели возможность, не тратя времени на вызов официанта для дачи заказа в буфет, позвонить и «непосредственно требовать из буфета всё, что им было нужно».
Для встречи и обратного отвоза пассажиров железной дороги на все вокзалы высылались омнибусы: вначале «большие» — на 6—8 человек, «запряжённые четвёркой лошадей», позднее заменённые однотипными для всех гостиниц — с парой лошадей, на 4 человека. В 1897 году управление «Лоскутной» первым поставило транспорт на резиновые шины. Железные решётки на крышах омнибусов ограждали багаж от падения; во время дождя или снегопада сундуки и чемоданы покрывались брезентом.
При омнибусе всегда выезжал так называемый кондуктор. Кондукторы всех гостиниц были одинаково одеты: поддёвка чёрного сукна и фуражка, на околыше которой золотым шнуром было вышито название гостиницы. Перед приходом поезда все кондукторы выстраивались в ряд на перроне вокзала и каждый кондуктор выкрикивал название своей гостиницы.
18 сентября 1880 года в «Лоскутной» был пожар, повредивший 20 номеров, но в самом скором времени они были «вполне исправлены и приведены в прежний вид», номеров к тому времени стало 150. В конце 1880-х «Лоскутная» была оснащена электрическим освещением, «через контору Гринберга» управление установило «славившийся в Европе лифт немецкой фирмы „Карлфлор“».

Директор правления «Лоскутной» С. А. Попов «не к чести русской публики» отмечает следующее обстоятельство: 
В первых двух этажах гостиницы ложки, ножи и вилки подавались серебряные, работы известного фабриканта Фаберже, а в третьем — из белого металла, фабрики Артура Круппа. При подаче в номера на подносе чая или кофе стакан ставился всегда на маленькую салфеточку. Серебро никогда не пропадало, а дешёвые чайные ложечки и стоившие гроши салфеточки во множестве пропадали, и их постоянно приходилось докупать.

### XX век
После 1917 года гостиница была национализирована и поначалу сохраняла своё предназначение, будучи переданной Комиссариату по морским делам и сменив название на «Красный флот», затем, по воспоминаниям секретаря И. В. Сталина Бориса Бажанова, стала общежитием ЦК РКП(б) под названием «5-й Дом Советов». В традициях советского новояза новые обитатели именовали её «Лоскуткой».
В 1932—1936 годах в здании гостиницы размещалось управление только что созданного Московского метростроя под руководством П. П. Роттерта. Рядом со зданием был построен вертикальный шурф, через который велось строительство станции метро «Охотный Ряд» и тоннелей к станции «Дзержинская» (ныне «Лубянка»).
Именно строительство метро и реконструкция Манежной площади привели к сносу целого квартала между Охотным Рядом и Историческим музеем. В начале 1930-х годов в ходе реконструкции площади в первую очередь были снесены малоэтажные строения, в результате чего «обнажившиеся безобразные разномастные торцы капитальных домов» «портили вид» центра. Осенью 1934 года, накануне празднования 17-й годовщины Октябрьской революции архитекторам строившейся на площади гостиницы «Москва» О. Стапрану и Л. Савельеву было поручено разработать временное «простое и дешёвое» оформление торцов старых домов, предназначенных к сносу. По предложению архитекторов стены были декорированы перекликающимися с колоннами фасада новой гостиницы пилястрами, между которыми были установлены лепные гипсовые панели и флагодержатели. Временное архитектурное решение продлило срок существования домов до 1938 года, когда они были снесены. Не уцелело и здание бывшей «Лоскутной».

## Известные постояльцы

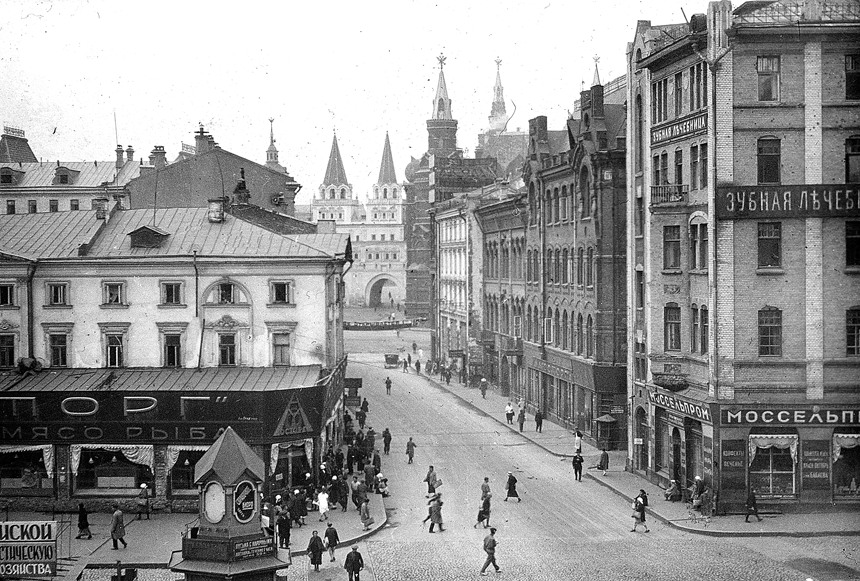
Гостиница в 1930 году (второе здание справа)

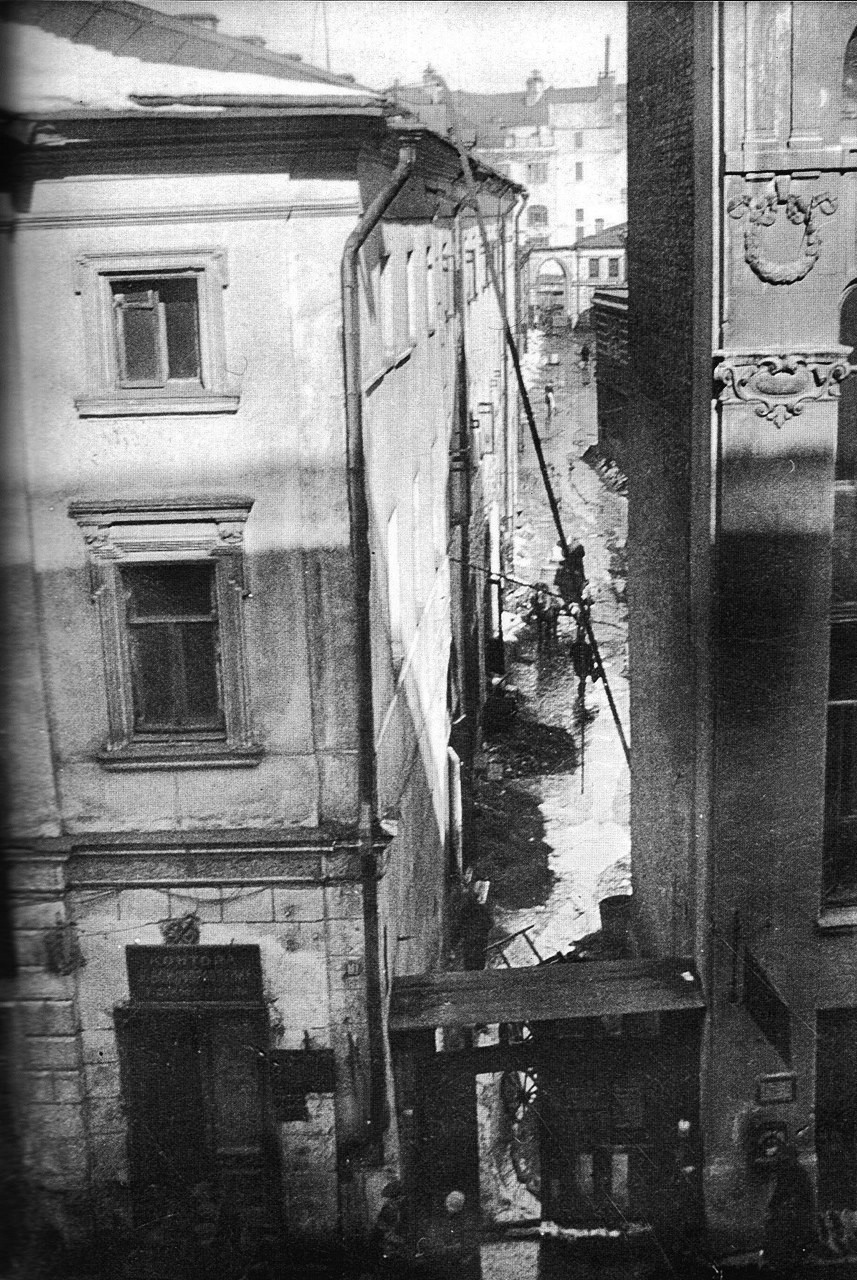
Вид из окна гостиницы через Тверскую улицу в направлении нынешней гостиницы «Москва»

Поскольку прислуги, владеющей иностранными языками, в «Лоскутной» не было, иностранные гости были редкостью. В 1880-х годах в гостинице был устроен званый завтрак в честь участников Международного медицинского конгресса. В память об этом до революции сохранялся стул с надписью: «На этом стуле во время завтрака … года … числа сидел знаменитый учёный Вирхов».
В кругах российской творческой интеллигенции гостиница «Лоскутная» слыла роскошной и пользовалась особой популярностью. В ней останавливались Константин Леонтьев, Фёдор Достоевский, Николай Лесков, Лев Толстой, Иван Бунин, Антон Чехов, Глеб Успенский, Пётр Боборыкин, Сергей Есенин, Иероним Ясинский, Константин Паустовский.
Последний раз Достоевский остановился в «Лоскутной» за полгода до смерти, приехав в Москву для участия в торжествах по случаю открытия памятника Пушкину в 1880 году. Впоследствии в память писателя правление гостиницы «особенно хорошо» отделало номер 33, где он жил, и повесило в нём большой портрет знаменитого постояльца.
В 1915 году, после случайной встречи с бывшим служащим гостиницы, Бунин записал в дневнике: «Лакей знакомый, из „Лоскутной“, жалеет о ней — „привык в кругу литераторов жить“». Спустя десятилетия, уже в эмиграции, Бунин вспоминал о гостинице: 

Большой и несколько запущенный вестибюль, просторный лифт и пестроглазый, в ржавых веснушках мальчик Вася, вежливо стоявший в своём мундирчике, пока лифт медленно тянулся вверх, вдруг стало жалко всё это, давно знакомое, привычное.— Бунин, И. Генрих (10 ноября 1940)
В «Лоскутной» писатель Андрей Белый впервые встретился со своей будущей женой Асей Тургеневой, а А. П. Чехов написал рассказ «Чёрный монах».
Любили «Лоскутную» и музыканты — в числе её постояльцев были виолончелист
А. В. Вержбилович, скрипач Л. С. Ауэр, композитор А. С. Аренский, певцы Е. И. Збруева, П. А. Хохлов и многие другие. В октябре 1900 года, приехав в Москву для участия в последних репетициях оперы «Сказка о царе Салтане», в гостинице проживал Н. А. Римский-Корсаков. Завсегдатаем «Лоскутной» был А. К. Глазунов. Поскольку «Лоскутная» имела репутацию «семейной гостиницы», мать композитора полагалась на администрацию в плане предотвращения возможных последствий пристрастия сына к хорошим винам и посылала управляющему краткую телеграмму: «Саша выехал присмотрите Глазунова». Аналогичное пристрастие писателя Александра Куприна вносило «большой диссонанс в мирное течение жизни „Лоскутной“».

После революции, уже в бытность «Лоскутной» «Красным флотом», в гостинице жили служащие ЦК. По свидетельству писателя и журналиста Льва Никулина, среди её обитателей была Лариса Рейснер, в комнате которой весной 1918 года разместился походный штаб: 
Гостиница степенного провинциального купечества стала общежитием военных моряков, штабом формирующихся отрядом, военным лагерем… Млечные пути трещин, звёздное сияние покрывало тусклые зеркала, недавно отражавшие коммерции советников и купцов первой гильдии. Пулемёт тёмно-зелёной лягушкой уставился во входную дверь. <…> Вишнёвый бархат драпировок сразу пошёл на самодельные знамёна.
По соседству с «валькирией русской революции» проживал революционный матрос Железняк, автор исторической фразы «Караул устал».

## Упоминания в литературе
В гостинице останавливался герой рассказа В. А. Гиляровского — корнет Савин (помещик Николай Герасимович Савин).
«В сказочный морозный вечер с сиреневым инеем в садах лихач Касаткин мчал Глебова на высоких, узких санках вниз по Тверской в Лоскутную гостиницу», — так начинается новелла Ивана Бунина «Генрих» в сборнике «Тёмные аллеи».
Упоминается также в детективном рассказе Романа Антропова «Тайна Сухаревой башни».
Приехав в Москву «по партийным делам», «под видом мужа и жены» остановились в «Лоскутной» герои рассказа Леонида Андреева «Возврат».
В автобиографической повести упоминает гостиницу К. Г. Паустовский: 

Я проводил Карелиных до Лоскутной гостиницы. Они затащили меня к себе, чтобы согреться и выпить кофе. В большом двойном номере было темно от тяжёлых занавесей и ковров.— Паустовский, К. Г. Повесть о жизни. — Кн. 1: Далёкие годы

В романе в стихах «Добровольцы» Евгения Долматовского, послужившем основой сценария одноимённого фильма, есть следующие строки: 
«Лоскутной гостиницы» старое зданье

Стоит на Манежной. Изгибами улиц

Сюда пробираемся, как на свиданье,

Бодрясь и робея, спеша и волнуясь.

Здесь шахты контора. Толпа молодёжи

У входа гудит. Невтерпёж комсомольцам.

Известно друзьям и родителям тоже,

Что строить метро ты пришёл добровольцем.
«Лоскутная» регулярно упоминается в серии исторических детективов о сыщике Эрасте Фандорине российского писателя Бориса Акунина и входит в маршрут «Прогулок по фандоринским местам» поклонников его творчества.
Рассказ о послереволюционной жизни в гостинице оставила актриса Галина Коновалова, проживавшая здесь с родителями-большевиками.

## Комментарии
1. ↑  В XXI столетии на этом месте находится вход в торговый комплекс «Охотный ряд».
2. ↑  По другим сведениям, в середине XIX века[1].
3. ↑  Москвовед С. Романюк указывает также названия «1-й Дом коммуны ЦК РСДРП» и «18-й Дом Советов»[16].